# Дембіцький Сергій Казимирович
Сергій Казимирович Дембіцький — старший лейтенант Збройних сил України, учасник російсько-української війни, що відзначився під час російського вторгнення в Україну в 2022 році. Брав участь в АТО на сході України.

## Нагороди
- орден «За мужність» III ступеня (2022) — за особисту мужність і самовіддані дії, виявлені у захисті державного суверенітету та територіальної цілісності України, вірність військовій присязі[1]..